# Kazuo Ozaki (écrivain)
Ne pas confondre avec Kazuo Ozaki (footballeur)
Pour les articles homonymes, voir Ozaki (homonymie).
Œuvres principales
Nonki megane (暢気眼鏡)
Kazuo Ozaki (尾崎 一雄), né le 25 décembre 1899 et mort le 31 mars 1983, est un écrivain japonais.

## Biographie
Ozaki étudie à l'université Waseda puis est élève de Shiga Naoya. Son premier roman Nigatsu no mitsubachi paraît en 1925 dans la revue littéraire Shuchō. Son roman autobiographique Nonki megane, publié en 1933, est couronné en 1937 du prix Akutagawa. Il est lauréat du prix Noma en 1963 pour son roman Maboroshi no ki, publié en 1961. En 1978, il est désigné personne de mérite culturel (bunka kōrōsha). 
Ozaki est un représentant du genre roman « Je » (shishōsetsu). Plusieurs de ses œuvres ont été adaptées au cinéma.
Seule une nouvelle, publiée au Japon en 1948, a été traduite en français : Insectes en tout genre (Mushi no iroiro), dans Anthologie de nouvelles japonaises contemporaines (tome I), nouvelle traduite par Alain Colas, Gallimard, 1986.

## Adaptations de ses œuvres au cinéma
- 1953 : Dans le bas-quartier de Yokocho (もぐら横丁, Mogura Yokochō?) de Hiroshi Shimizu